# Großspezard
Großspezard oder auch Groß Spezard ist ein Ortsteil in Oberodenthal in der Gemeinde Odenthal im Rheinisch-Bergischen Kreis. Er liegt westlich von Scheuren an einer nach Norden abgehenden Seitenstraße.

## Geschichte
Der Name Groß Spezard (= Spechtshardt) ist durch die Spechte entstanden, die hier in der Hardt gelebt haben. Die erste urkundliche Erwähnung stammt vom 20. September 1303. In dieser Urkunde bestätigt Graf Wilhelm von Berg, dass Großspezard im Besitz der Abtei Altenberg ist. Aus einer erhaltenen Steuerliste von 1586 geht hervor, dass die Ortschaft Teil der Honschaft Breidbach im Kirchspiel Odenthal war.
Die Topographia Ducatus Montani des Erich Philipp Ploennies, Blatt Amt Miselohe, belegt, dass der Wohnplatz 1715 als Hof bzw. drei Höfe kategorisiert wurde und mit Spezet bezeichnet wurde. Carl Friedrich von Wiebeking benennt die Hofschaft auf seiner Charte des Herzogthums Berg 1789 als Spezgart. Aus ihr geht hervor, dass Großspezard zu dieser Zeit Teil von  in der Herrschaft Odenthal war.
Unter der französischen Verwaltung zwischen 1806 und 1813 wurde die Herrschaft aufgelöst und Großspezard wurde politisch der Mairie Odenthal im Kanton Bensberg zugeordnet. 1816 wandelten die Preußen die Mairie zur Bürgermeisterei Odenthal im Kreis Mülheim am Rhein.
Der Ort ist auf der Topographischen Aufnahme der Rheinlande von 1824 und auf der Preußischen Uraufnahme von 1840 als Oberspezart verzeichnet. Ab der Preußischen Neuaufnahme von 1892 ist er auf Messtischblättern regelmäßig als Groß Spezard oder Großspezard verzeichnet.
| Jahr | Einwohner | Wohn- gebäude | Kategorie | Bemerkung          |
| ---- | --------- | ------------- | --------- | ------------------ |
| 1822 | 16        |               | Hof       | gen. Groß-Spezard  |
| 1830 | 20        |               | Hof       | gen.Groß-Spezard   |
| 1845 | 10        | 1             | Hof       | gen.Groß-Spezard   |
| 1871 | 24        | 2             | Güter     | gen. Gross-Spezard |
| 1885 | 6         | 4             | Ortschaft | gen. Groß Spezard  |
| 1895 | 12        | 1             | Ortschaft | gen. Groß Spezard  |
| 1905 | 7         | 1             | Ortschaft |                    |